# Важкі часи для вампірів
«Важкі часи для вампірів» (італ. Tempi duri per i vampiri) — комедія 1959 року.

## Сюжет
Барон Освальдо Ламбертені змушений продати свій родовий замок за борги. Маєток перетворюють на готелі. А Освальдо залишається там жити і працювати слугою. Незабаром до нього приїжджає дядько Родеріко, який, виявляється справжнім вампіром і хоче передати Освальдо свій секрет вічного життя. Він кусає Освальдо і той перетворюється на вампіра. В результаті в готелі починають виявляти знекровлені тіла постояльців.

## У ролях
| Актор             | Роль                         |
| ----------------- | ---------------------------- |
| Ренато Рашель     | барон Освальдо Ламбертені    |
| Крістофер Лі      | барон Родеріко да Франкуртен |
| Сільва Кошина     | Карла                        |
| Лія Дзопеллі      | Летиція                      |
| Кай Фішер         | Лелліна                      |
| Франко Скандурра  | професор Стрікер             |
| Карл Вері         |                              |
| Антьє Гірк        |                              |
| Федеріко Колліно  |                              |
| Сюзанна Лорет     | Сьюзан                       |
| Анджело Санолі    |                              |
| Антоніо Мамбретті |                              |
| Івана Джиллі      |                              |
| Франко Джакобіні  |                              |
| Фіорелла Ферреро  |                              |
| Леонардо Порціо   |                              |
| Лора Роскі        |                              |
| Франческо Тенсі   |                              |
| Ламберто Антінорі |                              |